# FA Cup 1990/91
Der FA Cup 1990/91 war die 110. Auflage des Wettbewerbs. Titelverteidiger war Manchester United, die im Vorjahr Crystal Palace bezwungen hatten. Nottingham Forest hatte den FA-Cup zuletzt 1959 gewonnen, die Tottenham Hotspur holten sich den begehrten Pokal zuletzt 1982 im Finale gegen die Queens Park Rangers.
Alle Mannschaften der ersten und zweiten englischen Liga steigen erst ab der 3. Runde in den Wettbewerb ein. Danach folgt jeweils pro Runde ein Ausscheidungsspiel. Endet dieses Spiel nach regulärer Spielzeit mit einem Unentschieden, findet ein Wiederholungsspiel statt, in dem das Heimrecht getauscht wird. Bei einem erneuten Unentschieden ist ein weiteres Spiel erforderlich.
Die Mannschaft von Nottingham Forest war deshalb in der 3. Runde gezwungen drei Spiele gegen Crystal Palace auszutragen, ehe der Einzug in die 4. Runde erreicht wurde.
Die beiden Halbfinalspiele finden jeweils auf neutralem Boden statt, so wurde das Spiel zwischen Nottingham Forest und Newcastle United im Villa Park ausgetragen und die Partie Tottenham Hotspur gegen den FC Arsenal im Wembley-Stadion.
Das Finale fand am 18. Mai 1991 im Wembley-Stadion vor 80.000 Zuschauern statt. Die Mannschaft von Nottingham Forest ging früh durch ein Freistoßtor von Stuart Pearce in Führung. Dem Freistoß war ein Foul von Paul Gascoigne vorausgegangen, bei dem sich dieser so schwer verletzte, dass er nach dem ausgeführten Freistoß ausgewechselt werden musste. Gascoigne zog sich einen Kreuzbandriss zu und verpasste aufgrund dieser Verletzung sogar die erst ein Jahr später stattfindende Fußball-Europameisterschaft 1992. Der englische Nationalstürmer Gary Lineker scheiterte noch in der ersten Hälfte bei einem, an ihm selbst verübten, Foulelfmeter an Torhüter Mark Crossley. Dafür gelang Tottenham in der zweiten Halbzeit durch Paul Stewart der Ausgleich, ehe ein Eigentor von Des Walker in der Verlängerung die Entscheidung für Tottenham Hotspur brachte.

## 1. Runde
|                    | Ergebnis |                        |
| ------------------ | -------- | ---------------------- |
| FC Blackpool       | 2:0      | Grimsby Town           |
| Chester City       | 2:2      | Doncaster Rovers       |
| FC Chesterfield    | 3:2      | Spennymoor United      |
| FC Darlington      | 1:1      | York City              |
| AFC Bournemouth    | 2:1      | FC Gillingham          |
| FC Barnet          | 2:2      | Chelmsford City        |
| Preston North End  | 0:1      | Mansfield Town         |
| AFC Rochdale       | 1:1      | Scunthorpe United      |
| FC Woking          | 0:0      | Kidderminster Harriers |
| Lincoln City F.C.  | 1:4      | Crewe Alexandra        |
| Stafford Rangers   | 1:3      | FC Burnley             |
| FC Scarborough     | 0:2      | Leek Town              |
| Bishop Auckland    | 0:1      | AFC Barrow             |
| FC Chorley         | 2:1      | FC Bury                |
| FC Fulham          | 2:1      | Farnborough Town       |
| Aylesbury United   | 0:1      | FC Walsall             |
| FC Brentford       | 5:0      | Yeovil Town            |
| Maidstone United   | 4:1      | Torquay United         |
| Bradford City      | 0:0      | Shrewsbury Town        |
| FC Altrincham      | 1:2      | Huddersfield Town      |
| Witton Albion      | 1:2      | Bolton Wanderers       |
| Exeter City        | 1:2      | Cambridge United       |
| Cardiff City       | 0:0      | FC Hayes               |
| Halifax Town       | 3:2      | AFC Wrexham            |
| Halesowen Town     | 1:2      | Tranmere Rovers        |
| FC Runcorn         | 0:3      | Hartlepool United      |
| Hereford United    | 1:1      | Peterborough United    |
| Rotherham United   | 1:0      | Stockport County       |
| Aldershot Town     | 6:2      | Tiverton Town          |
| Wigan Athletic     | 5:0      | Carlisle United        |
| FC Tamworth        | 5:6      | FC Whitley Bay         |
| Boston United      | 1:1      | Wycombe Wanderers      |
| Colchester United  | 2:1      | FC Reading             |
| Birmingham City    | 1:0      | Cheltenham Town        |
| Leyton Orient      | 3:2      | Southend United        |
| Merthyr Tydfil FC  | 1:1      | Sutton United          |
| Littlehampton Town | 0:4      | Northampton Town       |
| Telford United     | 0:0      | Stoke City             |
| Swansea City       | 1:0      | Welling United         |
| Atherstone United  | 3:1      | Fleetwood Town         |

Wiederholungsspiele
|                        | Ergebnis |                 |
| ---------------------- | -------- | --------------- |
| Doncaster Rovers       | 1:2      | Chester City    |
| York City              | 1:0      | FC Darlington   |
| Chelmsford City        | 0:2      | FC Barnet       |
| Scunthorpe United      | 2:1      | FC Rochdale     |
| Kidderminster Harriers | 1:1      | FC Woking       |
| Shrewsbury Town        | 2:1      | Bradford City   |
| Hayes                  | 1:0      | Cardiff City    |
| Peterborough United    | 2:1      | Hereford United |
| Wycombe Wanderers      | 4:0      | Boston United   |
| Sutton United          | 0:1      | Merthyr Tydfil  |
| Stoke City             | 1:0      | Telford United  |

2. Wiederholungsspiel
|                        | Ergebnis |           |
| ---------------------- | -------- | --------- |
| Kidderminster Harriers | 1:2      | FC Woking |

## 2. Runde
|                   | Ergebnis |                     |
| ----------------- | -------- | ------------------- |
| FC Chesterfield   | 3:4      | Bolton Wanderers    |
| AFC Bournemouth   | 1:0      | FC Hayes            |
| FC Barnet         | 0:0      | Northampton Town    |
| FC Burnley        | 2:0      | Stoke City          |
| FC Woking         | 5:1      | Merthyr Tydfil FC   |
| Crewe Alexandra   | 1:0      | Atherstone United   |
| Shrewsbury Town   | 1:0      | FC Chorley          |
| Wycombe Wanderers | 1:1      | Peterborough United |
| FC Fulham         | 0:0      | Cambridge United    |
| FC Whitley Bay    | 0:1      | AFC Barrow          |
| Scunthorpe United | 3:2      | Tranmere Rovers     |
| Huddersfield Town | 0:2      | FC Blackpool        |
| Mansfield Town    | 2:1      | York City           |
| Rotherham United  | 1:1      | Halifax Town        |
| Aldershot Town    | 2:1      | Maidstone United    |
| Wigan Athletic    | 2:0      | Hartlepool United   |
| Colchester United | 0:0      | Leyton Orient       |
| Birmingham City   | 1:3      | FC Brentford        |
| Leek Town         | 1:1      | Chester City        |
| Swansea City      | 2:1      | FC Walsall          |

Wiederholungsspiele
|                     | Ergebnis |                   |
| ------------------- | -------- | ----------------- |
| Northampton Town    | 0:1      | FC Barnet         |
| Peterborough United | 2:0      | Wycombe Wanderers |
| Cambridge United    | 2:1      | FC Fulham         |
| Halifax Town        | 1:2      | Rotherham United  |
| Leyton Orient       | 4:1      | Colchester United |
| Chester City        | 4:0      | Leek Town         |

## 3. Runde
|                         | Ergebnis |                     |
| ----------------------- | -------- | ------------------- |
| FC Blackpool            | 0:1      | Tottenham Hotspur   |
| Chester City            | 2:3      | AFC Bournemouth     |
| FC Barnet               | 0:5      | FC Portsmouth       |
| FC Burnley              | 0:1      | Manchester City     |
| FC Southampton          | 3:2      | Ipswich Town        |
| Blackburn Rovers        | 1:1      | FC Liverpool        |
| Aston Villa             | 1:1      | FC Wimbledon        |
| Bolton Wanderers        | 1:0      | AFC Barrow          |
| Wolverhampton Wanderers | 0:1      | Cambridge United    |
| FC Middlesbrough        | 0:0      | Plymouth Argyle     |
| West Bromwich Albion    | 2:4      | FC Woking           |
| Shrewsbury Town         | 4:1      | FC Watford          |
| Sheffield United        | 1:3      | Luton Town          |
| Newcastle United        | 2:0      | Derby County        |
| FC Barnsley             | 1:1      | Leeds United        |
| Bristol Rovers          | 0:2      | Crewe Alexandra     |
| Coventry City           | 1:1      | Wigan Athletic      |
| West Ham United         | 0:0      | Aldershot Town      |
| Brighton & Hove Albion  | 3:2      | Scunthorpe United   |
| Manchester United       | 2:1      | Queens Park Rangers |
| Norwich City            | 2:1      | Bristol City        |
| FC Millwall             | 2:1      | Leicester City      |
| Hull City               | 0:5      | Notts County        |
| Oldham Athletic         | 3:1      | FC Brentford        |
| Crystal Palace          | 0:0      | Nottingham Forest   |
| FC Chelsea              | 1:3      | Oxford United       |
| Mansfield Town          | 0:2      | Sheffield Wednesday |
| FC Port Vale            | 2:1      | Peterborough United |
| Charlton Athletic       | 1:2      | FC Everton          |
| FC Arsenal              | 2:1      | AFC Sunderland      |
| Leyton Orient           | 1:1      | Swindon Town        |
| Swansea City            | 0:0      | Rotherham United    |

Wiederholungsspiele
|                   | Ergebnis |                  |
| ----------------- | -------- | ---------------- |
| FC Liverpool      | 3:0      | Blackburn Rovers |
| FC Wimbledon      | 1:0      | Aston Villa      |
| Plymouth Argyle   | 1:2      | FC Middlesbrough |
| Leeds United      | 4:0      | FC Barnsley      |
| Wigan Athletic    | 0:1      | Coventry City    |
| West Ham United   | 6:1      | Aldershot Town   |
| Nottingham Forest | 2:2      | Crystal Palace   |
| Swindon Town      | 1:0      | Leyton Orient    |
| Rotherham United  | 4:0      | Swansea City     |

2. Wiederholungsspiel
|                   | Ergebnis |                |
| ----------------- | -------- | -------------- |
| Nottingham Forest | 3:0      | Crystal Palace |

## 4. Runde
|                   | Ergebnis |                        |
| ----------------- | -------- | ---------------------- |
| FC Liverpool      | 2:2      | Brighton & Hove Albion |
| Notts County      | 2:0      | Oldham Athletic        |
| Crewe Alexandra   | 1:0      | Rotherham United       |
| Luton Town        | 1:1      | West Ham United        |
| FC Everton        | 1:0      | FC Woking              |
| Shrewsbury Town   | 1:0      | FC Wimbledon           |
| Newcastle United  | 2:2      | Nottingham Forest      |
| Tottenham Hotspur | 4:2      | Oxford United          |
| Coventry City     | 1:1      | FC Southampton         |
| FC Portsmouth     | 5:1      | AFC Bournemouth        |
| Manchester United | 1:0      | Bolton Wanderers       |
| Norwich City      | 3:1      | Swindon Town           |
| FC Millwall       | 4:4      | Sheffield Wednesday    |
| FC Port Vale      | 1:2      | Manchester City        |
| FC Arsenal        | 0:0      | Leeds United           |
| Cambridge United  | 2:0      | FC Middlesbrough       |

Wiederholungsspiele
|                        | Ergebnis |                  |
| ---------------------- | -------- | ---------------- |
| Brighton & Hove Albion | 2:3      | FC Liverpool     |
| West Ham United        | 5:0      | Luton Town       |
| Nottingham Forest      | 3:0      | Newcastle United |
| FC Southampton         | 2:0      | Coventry City    |
| Sheffield Wednesday    | 2:0      | FC Milwall       |
| Leeds United           | 1:1      | FC Arsenal       |

2. Wiederholungsspiel
|            | Ergebnis |              |
| ---------- | -------- | ------------ |
| FC Arsenal | 0:0      | Leeds United |

3. Wiederholungsspiel
|              | Ergebnis |            |
| ------------ | -------- | ---------- |
| Leeds United | 1:2      | FC Arsenal |

## Achtelfinale
|                  | Ergebnis |                     |
| ---------------- | -------- | ------------------- |
| FC Liverpool     | 0:0      | FC Everton          |
| FC Southampton   | 1:1      | Nottingham Forest   |
| Notts County     | 1:0      | Manchester City     |
| Shrewsbury Town  | 0:1      | FC Arsenal          |
| FC Portsmouth    | 1:2      | Tottenham Hotspur   |
| West Ham United  | 1:0      | Crewe Alexandra     |
| Norwich City     | 2:1      | Manchester United   |
| Cambridge United | 4:0      | Sheffield Wednesday |

Wiederholungsspiele
|                   | Ergebnis |                |
| ----------------- | -------- | -------------- |
| FC Everton        | 4:4      | FC Liverpool   |
| Nottingham Forest | 3:1      | FC Southampton |

2. Wiederholungsspiel
|            | Ergebnis |              |
| ---------- | -------- | ------------ |
| FC Everton | 1:0      | FC Liverpool |

## Viertelfinale
|                   | Ergebnis |                   |
| ----------------- | -------- | ----------------- |
| Tottenham Hotspur | 2:1      | Notts County      |
| West Ham United   | 2:1      | FC Everton        |
| Norwich City      | 0:1      | Nottingham Forest |
| FC Arsenal        | 2:1      | Cambridge United  |

## Halbfinale
|                   | Ergebnis |                 | Ort                      |
| ----------------- | -------- | --------------- | ------------------------ |
| Tottenham Hotspur | 3:1      | FC Arsenal      | London (Wembley-Stadion) |
| Nottingham Forest | 4:0      | West Ham United | Birmingham (Villa Park)  |

## Der Weg ins Finale

### Nottingham Forest
|                   | Ergebnis |                   | Runde                    |
| ----------------- | -------- | ----------------- | ------------------------ |
| Nottingham Forest |          | Freilos           | 1. Runde                 |
| Nottingham Forest |          | Freilos           | 2. Runde                 |
| Crystal Palace    | 0:0      | Nottingham Forest | 3. Runde                 |
| Nottingham Forest | 2:2      | Crystal Palace    | 3. Runde Wiederholung    |
| Nottingham Forest | 3:0      | Crystal Palace    | 3. Runde 2. Wiederholung |
| Newcastle United  | 2:2      | Nottingham Forest | 4. Runde                 |
| Nottingham Forest | 3:0      | Newcastle United  | 4. Runde Wiederholung    |
| FC Southampton    | 1:1      | Nottingham Forest | 5. Runde                 |
| Nottingham Forest | 3:1      | FC Southampton    | 5. Runde Wiederholung    |
| Norwich City      | 0:1      | Nottingham Forest | 6. Runde                 |
| Nottingham Forest | 4:0      | West Ham United   | Halbfinale               |

### Tottenham Hotspur
|                   | Ergebnis |                   | Runde      |
| ----------------- | -------- | ----------------- | ---------- |
| Tottenham Hotspur |          | Freilos           | 1. Runde   |
| Tottenham Hotspur |          | Freilos           | 2. Runde   |
| FC Blackpool      | 0:1      | Tottenham Hotspur | 3. Runde   |
| Tottenham Hotspur | 4:2      | Oxford United     | 4. Runde   |
| FC Portsmouth     | 1:2      | Tottenham Hotspur | 5. Runde   |
| Tottenham Hotspur | 2:1      | Notts County      | 6. Runde   |
| Tottenham Hotspur | 3:1      | FC Arsenal        | Halbfinale |

## Finale
| Tottenham Hotspur                                              | Tottenham Hotspur | Nottingham Forest | Nottingham Forest | Aufstellung                                           |
| -------------------------------------------------------------- | --- | --- | ----------------- | ----------------------------------------------------- |
| Tottenham Hotspur                                              | \| Samstag, 18. Mai 1991 um 15.00 Uhr in London (Wembley-Stadion) \| \| Ergebnis: 2:1 n. V. (1:1, 0:1) \| \| Zuschauer: 80.000 \| \| Schiedsrichter: Roger Milford (Bristol) \|                                                      | \| Samstag, 18. Mai 1991 um 15.00 Uhr in London (Wembley-Stadion) \| \| Ergebnis: 2:1 n. V. (1:1, 0:1) \| \| Zuschauer: 80.000 \| \| Schiedsrichter: Roger Milford (Bristol) \|                                  | Nottingham Forest | Aufstellung Tottenham Hotspur gegen Nottingham Forest |
| Tottenham Hotspur                                              | Erik Thorstvedt – Pat Van Den Hauwe, Steve Sedgley, Gary Mabbutt , Justin Edinburgh – Paul Allen, Paul Stewart, David Howells, Paul Gascoigne (17. Nayim), Vinny Samways (82. Paul Walsh) – Gary Lineker Cheftrainer: Terry Venables | Mark Crossley – Gary Charles, Des Walker, Steve Chettle, Stuart Pearce – Gary Crosby, Garry Parker, Roy Keane, Ian Woan (62. Steve Hodge) – Nigel Clough, Lee Glover (108. Brian Laws) Cheftrainer: Brian Clough | Nottingham Forest | Aufstellung Tottenham Hotspur gegen Nottingham Forest |
| Tottenham Hotspur                                              | 1:1 Paul Stewart (55.) 2:1 Des Walker (94., Eigentor) | 0:1 Stuart Pearce (16.) | Nottingham Forest | Aufstellung Tottenham Hotspur gegen Nottingham Forest |
| Samstag, 18. Mai 1991 um 15.00 Uhr in London (Wembley-Stadion) | | |                   |                                                       |
| Ergebnis: 2:1 n. V. (1:1, 0:1)                                 | | |                   |                                                       |
| Zuschauer: 80.000                                              | | |                   |                                                       |
| Schiedsrichter: Roger Milford (Bristol)                        | | |                   |                                                       |